# Mi Ruta
Mi Ruta es una serie televisiva de ESPN Deportes en la cual los exfutbolistas Mario Kempes, Alexsandro de Souza y Hugo Sánchez recorren sus carreras deportivas. Esta serie fue producida en el año 2018.

## Sinopsis
ESPN presenta tres episodios de una serie en la cual grandes exfutbolistas de Latinoamérica recorren sus vidas y sus carreras en el fútbol. Mario Kempes visita Rosario, Barcelona y Valencia, Alexsandro de Souza hace lo propio en San Pablo, Paris y Estambul y Hugo Sánchez recorre sus inicios en Ciudad de México, Pachuca, Porto y Madrid. Durante esos viajes, se encuentran con amigos, familiares, actuales futbolistas, dirigentes y fans.

## Elenco
- Mario Kempes
- Alexsandro de Souza
- Hugo Sánchez

## Producción
- Productores Ejecutivos Rodolfo Martínez y Rodolfo Lamboglia

- Productores Edgardo Mattei y Edgardo Corradetti

- Empresas Productoras ESPN Deportes y Bourke

- Medio de difusión Televisión

## Premios y nominaciones
- Serie ganadora del Gold Telly Award en la categoría "Television" en 2019.
- Serie ganadora del Gold Promax Award en la categoría "Documentary" en 2018.